# 谷川太郎
谷川 太郎（たにがわ たろう、1967年6月27日 - ）は、日本の登山家。1990年東京農業大学造園学科卒業。

## 概要
1967年6月27日、千葉県に生まれる。1990年東京農業大学造園学科卒業。大学卒業後、1991年ブロードピーク(8,047m)に登頂して以降、8000m峰8座登頂。
「超人的な体力と偏執的なまでのモチベーションが要求され、結果的に高所登山人口の先細りを招く」として近年のアルパインスタイル偏重には批判的で、大学山岳部や社会人山岳部による育成システムとしての極地法に一定の評価を置いている。
現在八海醸造勤務、六本木にある八海山アンテナショップ「千年こうじや」の店長を務める。

## 経歴
- 1967年6月27日 - 千葉県に生まれる。
- 1990年3月 - 東京農業大学造園学科卒業。
- 1991年7月12日 - ブロードピーク[西稜](8,047m/パキスタン)登頂。(東京農大ブロードピーク登山隊1991:早坂敬二郎,八幡俊正,小笠原岩雄,佐藤正倫5名)
- 1993年7月22日 - ガッシャーブルムII峰[南稜](8,034m/パキスタン)登頂。(長久保浩司,大林一成,小笠原岩雄,佐藤正倫,吉田祐一6名)
- 1995年5月22日 - マカルー[東稜](未踏ルート/8,463m/チベット)登頂。未踏の東稜下部ルートを初登攀。(田辺治,竹内洋岳,山本篤等8名)
- 1995年10月16日 - トゥインズ[西稜](7,350m/ネパール)登頂。(東京農業大学山岳会ネパール警察ギヴィゲラ峰(トゥインズ)合同登山隊1995:長久保浩司,吉田祐一,小笠原岩雄,小林新二,沼野幸正,広瀬健太)[3]
- 1996年8月12日 - K2[南々東稜](8,611m/パキスタン)登頂。(赤坂謙三,村田文祥,吉田祐一,椎名厚史,長久保浩司,高橋和弘,竹内洋岳,山本篤等12名)
- 1998年5月15日 - カンチェンジュンガ(8,568m/ネパール)[北壁]登頂。(日本山岳会青年部カンチェンジュンガ登山隊1998:赤坂謙三,奥田仁一,廣瀬健太,椎名厚史5名)。下山中遭難、赤坂謙三、椎名厚史の2名が死亡。[4]
- 1999年9月28日 - チョ・オユー[西稜](8,201m/チベット)登頂。(長久保浩司,中村和貞,奥田仁一4名)
- 2003年5月10日 - ローツェ[西稜](8,516m/ネパール)登頂。(東京農業大学エベレストローツェ環境登山隊2003:廣瀬健太,長久保浩司,中村和貞,吉田祐一5名)

5月22日 - エベレスト[南東稜](8,848m/ネパール)登頂。(東京農業大学エベレストローツェ環境登山隊2003:廣瀬健太,長久保浩司,吉田祐一,山村武史5名)
※ローツェ、エベレスト連続登頂

## 著書
- 谷川太郎著「カンチェンジュンガの青い空--遭難した日本山岳会青年部登山隊・隊長の手記」(1998/8,山と渓谷社)
- 「岳人」2003年3月号:第2特集[身の丈の頂点を目指したい](2003/東京新聞)
- 「山岳(日本山岳会年報)」1996年号[トゥインズ初登頂--東京農業大学山岳会1995年の記録](1996/日本山岳会)

## 関連書籍
- 東京農業大学山岳会TWINS編集委員会編著「TWINS:東京農業大学ガッシャブルムII峰登山隊1993」(1998/5,東京農業大学山岳会)
- 神長幹雄著「運命の雪稜 高峰に逝った友へのレクイエム」(1999/12/1,山と渓谷社)  ISBN 978-4635171502
- 山と渓谷社編集「山がくれた百のよろこび」(2004/3/1,山と渓谷社) ISBN 978-4635330374